# AMAX Інформаційні технології
AMAX є приватною компанією комп'ютерних рішень, яка пропонує на замовлення сервери, системи зберігання, кластери, робочі станції і різні високопродуктивні системи обчислення для корпорацій, науки, оборони, освіти та державного використання. Сертифікована за ISO 9001.

## Розташування та послуги
В 1979 році AMAX відкрила свій перший офіс в місті Фрімонт, штат Каліфорнія. Після відкриття штаб-квартири в Силіконовій Долині, AMAX відкрила філії по всій Північній Америці, в Китаї (Сучжоу та  Шанхай) та в інших країнах.

## Партнери
AMAX співпрацює з провідними технологічними корпораціями, в тому числі: AMD, Emulex, Intel, LSI Corporation, Microsoft, NVIDIA, Seagate Technology та Western Digital.
Крім співпраці в частині обладнання, AMAX також розвиває відносини з Bright Computing, Cloudera, Gluster, Platform Computing, StackIQ, VMware та іншими компаніями щоб забезпечити лінію закінчених системних рішень для професійних користувачів.

## Продукція
У 2008 році AMAX представила лінійку високопродуктивних рішень обчислень Nvidia Tesla на основі технології CUDA.  Системи облаштовані Nvidia Tesla C1060/C2050/C2070/C2075 картками GPU.

## Нагороди
McAfee, одна з найкращих технологічних компаній безпеки, в 2010 році нагородила AMAX як "Постачальника року".